# Марлон Джеймс
Марлон Джеймс (на английски: Marlon James) е ямайски писател.

## Биография
Роден е на 24 ноември 1970 година в Кингстън в семейството на полицейски служители. През 1991 година завършва литература в Западноиндийския университет, след което заминава за Съединените щати. Там публикува няколко романа, през 2006 година защитава магистратура в Уилкския университет, води курсове по творческо писане. Широка известност му донася историческият роман „Кратка история на 7 убийства“ („A Brief History of Seven Killings“, 2014), за който получава наградата „Букър“.